# Johann Carl König

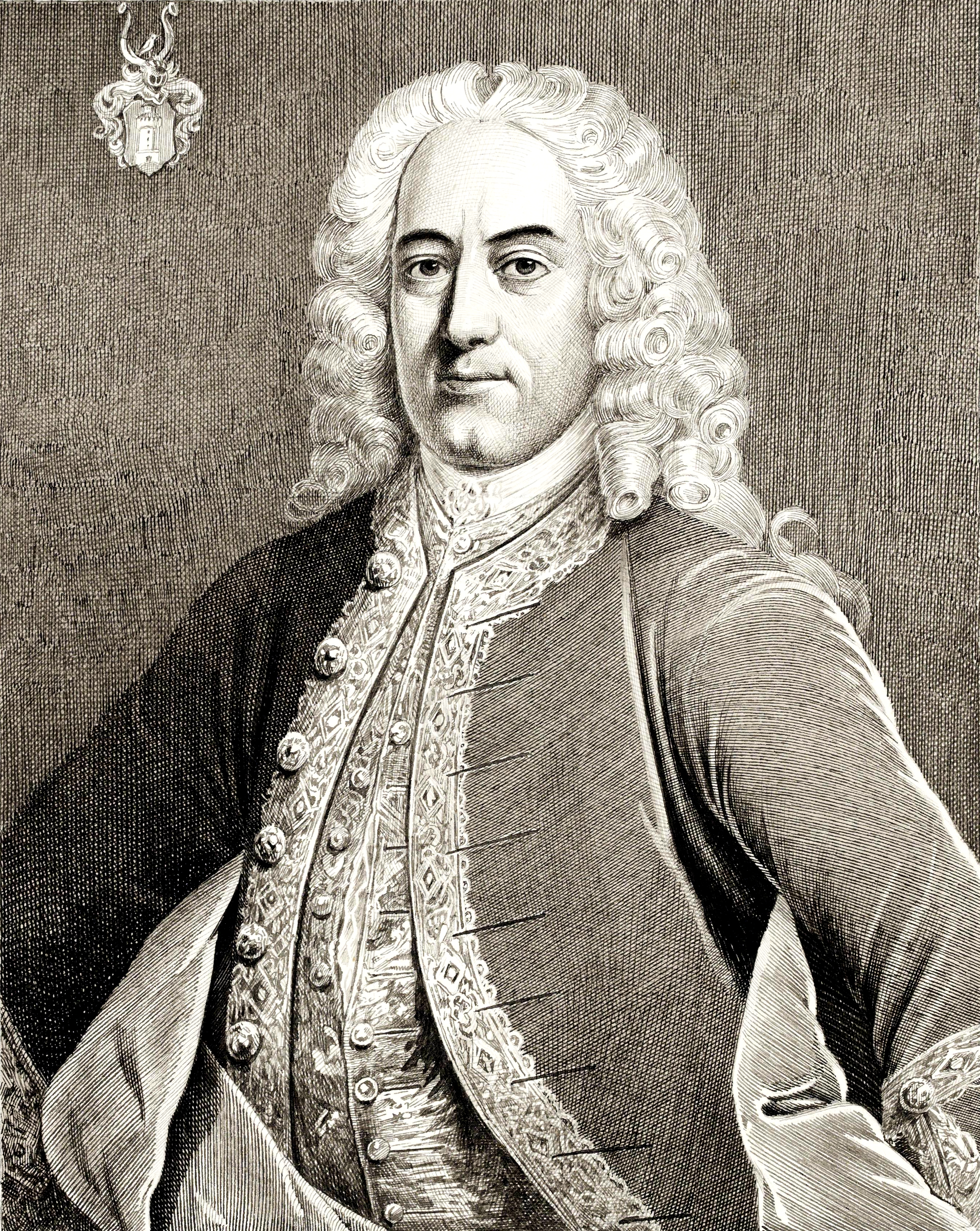
Johann Carl König

Johann Carl König oder Johann Karl König (Pseudonym: Anton Faber; * 10. März 1705 in Nürnberg; † 20. Dezember oder 24. Dezember 1753 in Halle an der Saale) war ein deutscher Rechtswissenschaftler und Hochschullehrer.

## Leben
König war Sohn des Rossschreibers und Quartiermeisters Johann Nikolaus König. Er absolvierte das Nürnberger Gymnasium und kam 1724 an die Universität Altdorf. 1726 wechselte er an die Universität Marburg. Er wurde 1730 Hofmeister beim holländischen Gesandten Marines de Gallieris in Regensburg. Im Juni 1736 erfolgte mit der Dissertation De Jvre Accrescendi In Legatis die Promotion zum Dr. iur., 1737 ließ er sich als Advokat in Nürnberg nieder.
König wurde auf Empfehlung von Johann Adam Ickstatt am 28. August 1742 als vierter ordentlicher Professor der Rechte an die Universität in Marburg berufen und hielt am 20. September 1742 seine Antrittsvorlesung. Er wirkte unter anderem in den Bereichen Institutionen und Pandekten, Wechsel- und Lehenrecht sowie Natur- und Völkerrecht. Er stand 1745 und 1748 als Prorektor der Universität vor sowie 1746 und 1749 als Dekan der Juristischen Fakultät.
König wurde am 14. November 1749 als ordentlicher Professor der Rechte an die Universität Halle berufen. Nach der im April 1750 erfolgten Entlassung aus hessischen Diensten konnte er Ostern 1750 seine Stelle als Professor des Staatsrechts antreten. Zugleich wurde er königlich preußischer Hofrat. Im Mai 1754 wurde ihm posthum das Bürgerrecht der Stadt Halle.
Der Rechtswissenschaftler Heinrich Johann Otto König war sein Sohn.

## Werke (Auswahl)
- De Jvre Accrescendi In Legatis, Meyer, Altdorf 1736.
- Gründliche Abhandlung von denen Teutschen Reichs-Tagen, Monath, Nürnberg 1738.
- Selecta iuris publici novissima: zum Behuf der Reichs-Historie und der Staats-Rechten, worinnen d. Merkwürdigste, was sich an grosser Herren Höfen in gleichen bey allgemeinen Reichs- und Crayss-Versammlungen oder sonst im Heiligen Römischen Reich bey für währender Erledigung des Keyserlichen Throns zugetragen, 48 Bände, Wohler, Frankfurt am Main und Leipzig 1740–1766.
- Abhandlung derer hohen Reichs-Vicariats-Gerechtsamen. Bände 1 und 2, Müller, Marburg; Band 3, Renger, Halle 1741–1753.
- Disquisitio de Modo et Iure intercedendi Corporis Evangelicorum tam in causis religionis quam politicis, Muller, Marburg 1746.